# Edward Conze
Eberhart (Edward) Julius Dietrich Conze, 1904-1979, là một triết gia và một nhà Phật học lỗi lạc người Anh (gốc Đức). Ông đã phiên dịch và sắp xếp bộ Bát-nhã-ba-la-mật-đa kinh theo hệ thống và cũng từ đây, tư tưởng Đại thừa đã lan truyền khắp châu Âu, Mĩ. Đối với Phật tử châu Âu, những tác phẩm của ông là tài liệu nghiên cứu tu tập Phật pháp quý báu không thể bỏ qua được.
Ông sinh ngày 18 tháng 3 năm 1904 tại Forest Hill, Lewisham, London trong một gia đình gốc Đức. Cha của ông trước là một nhân viên ngoại giao, sau làm quản đốc một quan toà tại thành phố Düsseldorf, Đức. Conze trưởng thành và được giáo dục tại Đức (lúc này mang tên Eberhard thay vì Edward về sau) và nơi đây, ông sớm biểu hiện những cá tính đặc thù: Sự cảm nhận nhạy bén cho những vấn đề xã hội, lòng căm phẫn trước những trào lưu "ái quốc cực đoan của Toàn đức quốc xã", lòng yêu thiên nhiên và một cuộc sống tĩnh mịch ở thôn quê.
Năm lên 13, Conze đã có dịp nghe chút ít về Phật giáo. Ông học triết, tâm lý và Ấn Độ học tại đại học Tübingen, Heidelberg, Kiel và Köln. Tại Heidelberg, Max Walleser - một trong những người đầu tiên dịch kinh Bát-nhã-ba-la-mật-đa sang tiếng Đức - đã hướng dẫn ông vào tư tưởng Phật giáo Đại thừa Phật (1924/25) và qua Heinrich Rickert, ông cũng có dịp làm quen với Thiền tông (ja. zen). Năm 1928, ông làm luận án tiến sĩ (Dr. phil.) tại Köln với tựa đề Khái niệm Huyền học của Franciscus Suarez S. J. (Der Begriff der Metaphysik bei Franciscus Suarez S. J.). Cũng trong năm này, ông gia nhập đảng Cộng sản và nhân dịp này, ông nói với một người bạn thân: "Như anh thấy, tôi mang nhiều gương mặt!"
Năm 1932, ông cho xuất bản tác phẩm Phương thức đối lập. Bình luận về học thuyết Duy vật biện chứng (Der Satz von Widerspruch. Zur Theorie des Dialektischen Materialismus). Vì những hành vi chống Đức quốc xã nên ông phải rời Đức (1933), tị nạn sang Anh quốc và không lâu sau, ông nhập quốc tịch Anh. Chỉ vài năm sau, ông rời bỏ Đảng cộng sản.
Từ 1933 trở đi, ông sinh sống bằng cách dạy tâm lý và triết học tại Oxford và London. Các tác phẩm của D.T. Suzuki và một học giả Ấn Độ Har Dayal lại hướng dẫn ông trở về với Phật giáo. Từ 1943 đến 1949, ông nghiên cứu rất nhiều về Ấn Độ học, gia nhập giáo hội Phật giáo tại London (Buddhist Society) và cũng tổ chức nhiều buổi thuyết giảng. Trong những năm sau chiến tranh thế giới thứ hai, ông đã cho xuất bản khoảng 20 quyển sách và hơn 100 tiểu luận về những vấn đề của Phật giáo và chính những tác phẩm này đã làm cho tên ông lan truyền khắp mọi nước. Ông đã từng thuyết giảng tại Madison, Wisconsin (1963/64), Seattle, Washington (1965/68), Bonn (1969/79) và Berkeley, Santa Barbara (1972/73).
Năm 1973, Conze đình chỉ việc thuyết giảng, lui về quê nhà tại Sherborne, Somerset và từ đây chỉ chuyên chú vào việc nghiên cứu Phật học. Những điểm nghiên cứu trung tâm của ông chính là triết lý Bát-nhã-ba-la-mật-đa và về vấn đề này, ông đã xuất bản hàng loạt tiểu luận. Ông cũng đã dịch sang Anh ngữ và xuất bản nhiều bài kinh thuộc hệ này.
Năm 1979, ông cho ra một quyển hồi ký với tựa The Memoirs of a Modern Gnostic. Ông luôn luôn tự cho mình là một người có cá tính mâu thuẫn. Conze có một cái nhìn, một cảm nhận sâu sắc cho những vấn đề, nhân sinh quan khác biệt của thế kỉ này. Quyển hồi ký của ông đã chứng tỏ khả năng, nghệ thuật "bao dung nhiều quan điểm" của ông. Đối với Conze, lối sống có thể chấp nhận được là lối sống của người Anh, đạo lý có thể chấp nhận được là Phật pháp.
Ông mất ngày 24 tháng 9 năm 1979 tại Yeovil, Somerset, London.

## Tác phẩm
Tác phẩm nổi tiếng nhất của E. Conze:
1. Buddhism. Its Essence and Development (bản dịch Việt ngữ: Tinh hoa và sự phát triển của Đạo Phật), Oxford 1951;
2. Buddhist Meditation, London 1956;
3. Buddhist Thought in India, London 1962. Bài luận tiêu chuẩn về Đại thừa Ấn Độ;
4. A Short History of Buddhism, xuất bản 1980.

Ngoài ra ông còn dịch nhiều kinh điển từ Phạn ra Anh ngữ như Kim cương kinh, Ma-ha-bát-nhã ba-la-mật-đa tâm kinh, Ma-ha-bát-nhã ba-la-mật-đa kinh...